# Medicina en el món islàmic medieval

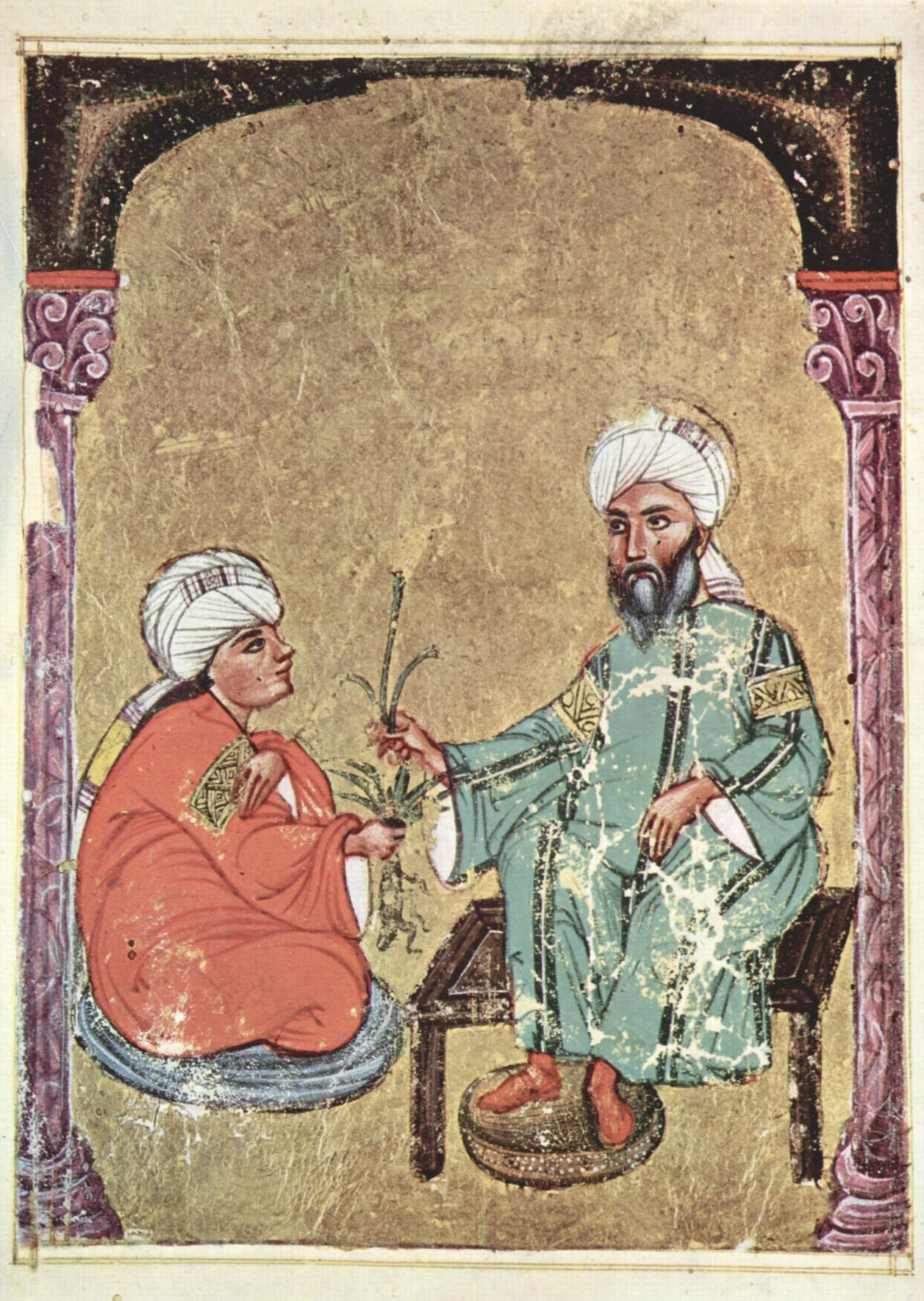
Foli d'un manuscrit àrab del Dioscòrides Pedaci, De Materia Medica, 1229

Dins la història de la medicina, la medicina islàmica, també coneguda com a medicina grecoislàmica, medicina grecoàrab o, senzillament, medicina àrab, es refereix a la ciència de la medicina desenvolupada en l'edat d'or de l'islam, i escrita en àrab, la lingua franca de la civilització islàmica.
A partir del segle vii, l'islam es va estendre a gran part del món llavors conegut. Sota el govern dels califes musulmans, persones de diferents orígens ètnics i creences religioses van viure juntes. El seu llenguatge comú de comunicació era l'àrab i la cultura que creen s'anomena cultura islàmica, tot i que incloïa musulmans, jueus, cristians i altres religions sota el seu domini.
La medicina islàmica va preservar fidelment, va sistematitzar i va desenvolupar encara més el coneixement mèdic de l'antiguitat clàssica. Durant l'era postclàssica, la medicina islàmica era la més avançada del món, i integrava conceptes de l'antiga Grècia, Roma i Pèrsia, així com les antigues tradicions indígenes d'Ayurveda. Simultàniament, el coneixement de la medicina clàssica gairebé es va perdre a la medicina medieval d'Europa Occidental i només va ser recuperada pels metges europeus quan es van familiaritzar amb els autors mèdics islàmics durant el Renaixement del segle XII. El bimaristan, alhora hospital i facultat de medicina, va esdevenir un recinte clau per atreure metges famosos d'arreu del món a les principals ciutats islàmiques.
Els metges islàmics medievals conserven gran part de la seva autoritat fins a l'ascens de la medicina com a part de les ciències naturals, a partir del segle de les llums, gairebé 600 anys després que els seus textos fossin escrits. Molts aspectes dels seus escrits encara paguen la pena de llegir, fins i tot en l'actualitat, i la seva memòria es manté en alt respecte pels metges d'avui.

## Orígens i fonts

### At-tibb an-nabawío «medicina profètica»
L'adopció per part de la societat islàmica de recent formació de gran part del coneixement mèdic de les civilitzacions «paganes» del seu entorn i d'aquelles recentment conquerides, havia de ser justificat com a concordant amb les creences de l'islam. Des del principi, l'estudi i la pràctica de la medicina s'entenia com un acte de pietat, fundat en els principis d'iman (‘fe’) i tawàkkul (‘confiança’).
Les opinions de Mahoma sobre temes de salut i hàbits respecte a portar una vida sana van ser recollits des de bon principi i s'editaren com un corpus d'escrits separats amb el títol Tibb an-Nabí (La medicina del Profeta). Al segle xiv, Ibn Khaldun, en la seva obra Muqàddima, ofereix una breu visió general del que va anomenar «l'art i l'ofici de la medicina», que separa la ciència mèdica de la religió:
El Sahih Bukharí, una col·lecció de hadits o tradicions profètiques recollides per Muhàmmad al-Bukharí, esmenta un comentari de Mahoma amb relació a la medicina, referit pel seu jove coetani Anas ibn Màlik. Anas relata que, quan dos metges que el volien tractar per cauterització, el profeta va voler evitar aquest tractament i va demanar tractaments alternatius. Més tard, hi ha informes del califa Uthman ibn Affan fixant les dents amb un fil d'or. També esmenta que l'hàbit de la neteja de les dents amb un petit escuradents de fusta es remunta als temps preislàmics.
La «medicina profètica» poques vegades va ser esmentada pels autors clàssics de la medicina islàmica, però romangué a la matèria mèdica durant alguns segles. En el seu Kitab as-Ṣaidana (Llibre dels remeis) escrit pels volts dels segles X-XI, al-Biruní es refereix als poemes recollits i altres obres que tracten i comenten la matèria mèdica dels antics àrabs.
El metge més famós d'aquest primer període fou al-Hàrith ibn Kàlada ath-Thaqafí, que va viure al mateix temps que el profeta. Se suposa que havia estat en contacte amb l'Acadèmia de Gundixapur, i potser fins i tot hi va estudiar. Segons algunes fonts, un cop va tenir una conversa amb Còsroes I Anushirvan sobre temes mèdics.

### Metges durant els primers anys de l'islam
El més probable es que els metges àrabs es familiaritzessin amb la medicina grecoromana i la medicina hel·lenística tardana a través del contacte directe amb els metges que practicaven en les regions recentment conquerides en comptes de fer-ho mitjançant la lectura de les obres originals o traduïdes. El desplaçament de la capital de l'emergent món islàmic a Damasc pot haver facilitat aquest contacte, atès que la medicina de Síria formava part d'aquesta antiga tradició. Els noms dels dos metges cristians són coneguts: Ibn Atal va treballar en la cort de Muàwiya I, el fundador de la dinastia omeia. El califa va abusar del seu coneixement per tal de desfer-se d'alguns dels seus enemics per mitjà de l'enverinament. De la mateixa manera, Abu-l-Hàkam, que va ser responsable de la preparació de medicaments, va ser emprat per Muàwiya. Els seus fill, net i besnet també serviren els califes omeies i abbàsides.
Aquestes fonts donen testimoniatge del fet que els metges de l'emergent societat islàmica estaven familiaritzats amb les tradicions mèdiques clàssiques ja en l'època dels omeies. El coneixement mèdic probablement va arribar d'Alexandria, i va ser transferit probablement per erudits sirians o per traductors, que l'encaminaren dins el món islàmic.

### Segles VII-IX: l'adopció de les tradicions anteriors

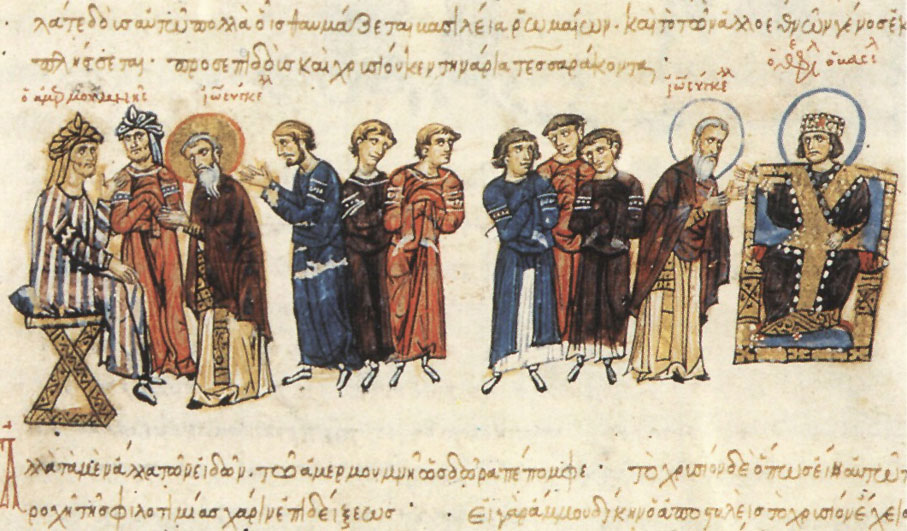
L'ambaixada romana d'Orient de Joan el Gramàtic en 829 a al-Mamun (representat a l'esquerra) de Teòfil (representat a la dreta)

Molt poques fonts proporcionen informació sobre com la societat islàmica en expansió rebé algun coneixement mèdic. Un metge anomenat Abd-al-Màlik ibn Abgar al-Kinaní, originari de Kufa, a l'Iraq, se suposa que havia treballat a l'escola de medicina d'Alexandria abans d'unir-se a la cort d'Úmar ibn Abd-al-Aziz. Úmar transferí el coneixement mèdic d'Alexandria a Antioquia de l'Orontes. Se sap també que membres de l'Acadèmia de Gundixapur viatjaren a Damasc. L'Acadèmia de Gundixapur romangué activa durant tot el califat abbàssida, tanmateix.
Una important font de la segona meitat del segle viii és el Llibres dels verins de Jàbir ibn Hayyan. Només cita obres anteriors en traduccions a l'àrab, com si les tingués a la seva disposició, incloent-hi Hipòcrates, Plató, Galè, Pitàgores i Aristòtil, i també esmenta els noms perses d'alguns medicaments i plantes medicinals.
El 825, el califa abbàssida al-Mamun fundà la Casa de la Saviesa (en àrab بيت الحكمة, Bayt al-Ḥikma) a Bagdad, prenent com a model l'Acadèmia de Gundixapur. Dirigida pel metge cristià Hunayn ibn Ishaq, i amb el suport de l'Imperi Romà d'Orient, totes les obres disponibles en el món de l'antiguitat van ser traduïdes, incloent-hi Galè, Hipòcrates, Plató, Aristòtil, Claudi Ptolemeu i Arquimedes.
En l'actualitat s'entén que la primerenca medicina islàmica begué sobretot directament de fonts gregues de l'Acadèmia d'Alexandria, traduïdes a la llengua àrab; la influència de la tradició mèdica persa sembla haver estat limitada a la matèria mèdica, per bé que els metges perses també estaven familiaritzats amb les fonts gregues.

### Segles X a XIII
Ar-Razí va diferenciar mitjançant una observació acurada la verola del xarampió, fins llavors estaven agrupades com una sola malaltia que causava erupcions basant-se en la ubicació i el moment de l'aparició dels símptomes i també va escalar el grau de gravetat i el pronòstic de les infeccions segons el color i la ubicació de les erupcions. Pel que fa a les pràctiques higièniques, Ar-Razí, a qui se li va demanar una vegada que escollis el lloc per a un nou hospital a Bagdad, va suspendre trossos de carn en diversos punts de la ciutat i va recomanar construir l'hospital al lloc on la carn es va podrir més lentament. Ar-Razí és de vegades anomenat el "Pare de la pediatria" per escriure la monografia les malalties dels infants tractant la pediatria com un camp independent de la medicina. En el sistema nerviós, Ar-Razí va afirmar que els nervis tenien funcions motores o sensorials, descrivint 7 nervis cranials i 31 de la medul·la espinal, assignant un ordre numèric als nervis cranials des de l'òptic fins als nervis hipoglosos. Va classificar els nervis espinals en 8 nervis cervicals, 12 toràcics, 5 lumbars, 3 sacres i 3 coccigis utilitzant-ho per relacionar els signes clínics de lesió amb la ubicació corresponent de les lesions del sistema nerviós.
Az-Zahrawí va ser el primer metge que va descriure un embaràs ectòpic i el primer que va identificar la naturalesa hereditària de l'hemofília.
Per als estudiosos islàmics, els metges indis i grecs i els investigadors mèdics Sushruta, Galè, Mankah, Atreya, Hipòcrates, Charaka i Agnivesha eren autoritats preeminents. Per tal de fer la tradició índia i grega més accessible, entenedora i ensenyable, els estudiosos islàmics van ordenar i fer més sistemàtic el vast coneixement mèdic indi i grecoromà escrivint enciclopèdies i resums. Els erudits del passat foren criticats, com en el cas d'Ar-Razí, que va criticar i refutar les venerades teories de Galè, sobretot la Teoria dels humors. Va ser a través de les traduccions àrabs del segle XII que l'Europa medieval va redescobrir la medicina hel·lènica, incloses les obres de Galè i Hipòcrates, i va redescobrir l'antiga medicina índia, incloses les obres de Sushruta i Charaka.
Obres com el Cànon de la Medicina d'Avicenna es van traduir al llatí i es van difondre per tot Europa sent publicat durant els segles XV i XVI més de trenta-cinc vegades i es va utilitzar com a llibre de text mèdic estàndard fins a l'arribada de la Il·lustració i en la tradició islàmica fins a la seva renovació amb conceptes de la nova de medicina científica.
Maimònides (1135 - 1204), jueu andalusí, va contribuir de forma important a la medicina àrab durant el segle xii. Va escriure un bon nombre de tractats entre el que es pot destacar el Tractat sobre els verins i llurs antídots (1199), la Guia de la bona salut (1198) i Explicació de les alteracions (1200).
Ibn an-Nafís va contribuir a la descripció del sistema cardiovascular. Les seves teories serien redescobertes el 1628 per William Harvey, a qui sol atribuir-se l'esmentada troballa. De la mateixa forma, moltes altres aportacions mèdiques i astronòmiques atribuïdes a europeus van prendre com a punt de partida els descobriments originals d'autors àrabs o perses.
Una figura destacada que va influir en el desenvolupament de la farmàcia va utilitzar el nom de Joan Mesué (el Vell), que va dirigir la primera escola de medicina privada a Bagdad i va escriure tres grans tractats farmacèutics que consistien en treballs sobre medicaments compostos, humors i receptes farmacèutiques que proporcionaven instruccions sobre com s'havien de preparar. A l'oest llatí, aquestes obres es publicaven normalment juntes sota el títol "Opera Medicinalia" i es dividien en "De simplicubus", "Grabadin" i "Canones universales". Encara que la influència de Māsawaiyh va ser tan significativa que els seus escrits es van convertir en la font més dominant d'escrits farmacèutics, la seva identitat exacta encara no està clara.
Az-Zahrawí va viure al segle X i de vegades se'l coneix com el "pare de la cirurgia". Descriu el que es creu que és el primer intent de mastoplàstia per al tractament de la ginecomàstia i la primera mastectomia per tractar el càncer de mama. Se li atribueix la realització de la primera tiroidectomia i va escriure tres llibres de text sobre cirurgia, inclòs el Manual de practicants de medicina que conté un catàleg de 278 instruments utilitzats en cirurgia. El metge i cirurgià del segle XIII Ibn al-Quff va publicar nombrosos llibres, comentaris, tractats de cirurgia i va escriure Bàsics de l'art de la cirurgia, un manual mèdic general que cobreix anatomia, teràpia farmacològica i cura quirúrgica, que va ser, amb diferència, el text àrab més gran sobre cirurgia durant tot el període medieval.
En el sistema cardiovascular, Ibn an-Nafís, en el seu Comentari a l'anatomia al cànon d'Avicenna, va ser el primer erudit conegut que va contradir l'afirmació de l'escola de Galè que la sang podia passar entre els ventricles del cor a través del septe interventricular cardíac que els separa, dient que no hi ha pas entre els ventricles en aquest punt. En canvi, va argumentar correctament que tota la sang que arribava al ventricle esquerre ho feia després de passar pel pulmó. També va afirmar que hi ha d'haver petites comunicacions, o porus, entre l'artèria pulmonar i la vena pulmonar, una predicció que va precedir el descobriment dels capil·lars pulmonars de Marcello Malpighi 400 anys. No és clar si la seva visió de la circulació pulmonar va influir en científics com Miquel Servet.

### Literatura mèdica grega, romana, i darrera literatura hel·lenística

#### Antics textos grecs i romans
Diverses traduccions d'algunes obres i recopilacions de textos mèdics antics són conegudes d'ençà el segle setè. Hunayn ibn Ishaq, líder d'un equip de traductors a la Casa de la Saviesa a Bagdad, va tenir un paper clau pel que fa a la traducció de tot el corpus conegut de la literatura mèdica clàssica. El califa al-Mamun havia enviat emissaris a l'emperador romà d'Orient Teòfil, on demanava que li proporcionés qualsevol mena de text clàssic que tingués disponible. Per tant, els grans textos mèdics d'Hipòcrates i Galè van ser traduïts a l'àrab, així com obres de Pitàgores, Àcron d'Agrigent, Demòcrit, Polibi, Diògenes Apol·loniates, obres mèdiques atribuïdes a Plató, Aristòtil, Mnesiteu, Xenòcrates, Dioscòrides Pedaci, Critó, Sorà d'Èfes, Arquígenes, Antil, Ruf Efesi van ser traduïts a partir dels textos originals; altres obres, incloses les d'Erasístrat, eren conegudes per les seves citacions en textos galènics.

#### Darrers texts hel·lenístics
Les obres d'Oribasi, metge de l'emperador romà Julià, des del segle iv, eren ben conegudes, i se citen amb freqüència en detall per ar-Razí (Rhazes). Les obres de Filagri de l'Epir, que també va viure al segle iv, només es coneixen avui per cites d'autors àrabs. Al filòsof i metge Joan el gramàtic, que va viure al segle vi se li va atribuir el paper de comentarista a la Summaria Alexandrinorum. Aquest és un recull de setze llibres de Galè, però corromput per idees supersticioses. Els metges Gessi de Petra i Pal·ladi eren igualment coneguts pels metges àrabs com a autors del Summaria. Rhazes cita el metge romà Alexandre de Tral·les (segle vi) per tal de donar suport a la seva crítica de Galè. Les obres d'Aeci només foren conegudes en els últims temps, ja que no van ser ni citades per Rhazes ni per Ibn an-Nadim, però fou citat per primera vegada per al-Biruni en el seu Kitab as-Saidana i traduït per Ibn al-Hammar en el segle x.
Un dels primers llibres que van ser traduïts del grec al sirià, i després a l'àrab durant el temps del quart califa omeia Marwan II per l'erudit jueu Masarjawaih al-Basrí fou la compilació mèdica Kunnaix, d'Ahron, que visqué durant el segle vi. Posteriorment, Hunayn ibn Ishaq va proporcionar una traducció millor.
El metge Pau d'Egina va viure a Alexandria durant l'època de l'expansió àrab. Les seves obres semblen haver estat utilitzades com una referència important pels primers metges islàmics, i es van citar amb freqüència des de Rhazes fins a Avicenna. Pau d'Egina proporciona una connexió directa entre la darrera ciència hel·lenística i els principis de la ciència mèdica islàmica.

#### Traduccions àrabs d'Hipòcrates
Els metges islàmics primerencs estaven familiaritzats amb la vida d'Hipòcrates, i eren conscients del fet que la seva biografia era en part una llegenda. També sabien que diverses persones que havien viscut en el passat s'anomenaven Hipòcrates i les seves obres van ser compilades sota un sol nom: Ibn an-Nadim ha transmès un breu tractat de Thàbit ibn Qurra a l'obra Al-Buqratun (Hipòcrates). Les traduccions d'algunes de les obres d'Hipòcrates han d'haver existit abans que Hunayn ibn Ishaq no comencés les seves traduccions, perquè l'historiador al-Yaqubí compilà una llista de les obres conegudes per ell en 872. Afortunadament, la seva llista també proporciona un resum dels continguts, citacions, o fins i tot el text complet de les obres individuals. El filòsof al-Kindí escrigué un llibre titulat At-Tibb al-Buqrati (La medicina d'Hipòcrates), i el seu contemporani Hunayn ibn Ishaq llavors va traduir els comentaris de Galè sobre Hipòcrates. Rhazes és el primer metge àrab-escrivent que fa un ús exhaustiu dels escrits d'Hipòcrates per tal d'establir el seu propi sistema mèdic. At-Tabarí sostenia que la seva compilació d'ensenyaments hipocràtics (Al-Mualajat al-buqratiyya) era un resum més apropiat. L'obra d'Hipòcrates fou citada i comentada durant tot el període de la medicina medieval islàmica.

#### Traduccions àrabs de Galè
Galè és un dels més famosos erudits i metges de l'antiguitat clàssica. Avui en dia, els textos originals d'algunes de les seves obres, i detalls de la seva biografia, s'han perdut, i només són coneguts per a nosaltres perquè van ser traduïts a l'àrab. Jàbir ibn Hayyan sovint cità llibres de Galè, que només estaven disponibles en primerenques traduccions àrabs. El 872, al-Yaqubí es refereix a algunes de les obres de Galè. Els títols dels llibres que esmenta difereixen dels elegits per Hunayn Ibn Ishaq per les seves pròpies traduccions, el que suggereix que han d'haver existit traduccions anteriors. Hunayn esmenta amb freqüència en els seus comentaris a l'obra que ell havia traduït que considerava les traduccions anteriors com a insuficients, i havia proporcionat traduccions completament noves. Les primeres traduccions podrien haver estat disponibles abans del segle viii, i el més probable és que fossin escrits traduïts de l'idioma sirià o persa.
Dins de la medicina medieval islàmica, Hunayn Ibn Ishaq i el seu contemporani més jove Thàbit ibn Qurra tenen un paper important com a traductors i comentaristes de l'obra de Galè. També van tractar de recopilar i resumir un sistema mèdic consistent d'aquestes obres, i afegir això a la ciència mèdica del seu període. No obstant això, començant ja amb Jàbir Ibn Hayyan al segle viii i encara més pronunciadament amb el tractat sobre la visió de Rhazes, van assumir la crítica de les idees de Galè. Al segle x, el metge Alí ibn Abbàs al-Majussí escrigué:

### Literatura mèdica siriana i persa

#### Textos sirians
Durant el segle x, Ibn Wahxiyya va compilar els escrits dels nabateus, incloent-hi informació mèdica. L'erudit sirià Sergi de Reshaina va traduir diverses obres d'Hipòcrates i Galè, dels quals les parts 6-8 d'un llibre de farmacologia, i fragments d'altres dos llibres han estat conservats. Hunayn Ibn Ishaq va traduir aquestes obres a l'àrab. Una altra obra, encara avui existent, d'un autor sirià desconegut, probablement ha influït en els metges at-Tabarí i Yuhanna ibn Masawaiyh.
La més recent traducció de la llengua síria és el Kunnaix de l'erudit Ahron (qui va traduir-lo del grec), que va ser traduït a l'àrab per Masarjawaih al-Basrí en el segle VII. Els metges siris van tenir un paper important en l'Acadèmia de Gondishapur; els seus noms van ser preservats perquè van treballar a la cort del califa abbàssida.

#### Textos perses
Un altre cop l'acadèmia de Gondishapur va jugar un rol important, guiant la transmissió del coneixement mèdic persa als metges àrabs. Fundat, segons Gregorius Bar-Hebraeus, pel govern de Shapur I durant el segle iii, l'acadèmia va connectar les tradicions mèdiques gregues i índies. Els metges àrabs entrenats en Gondishapur poden haver establert contactes amb la recent medicina islàmica. El tractat d'Abdāl al-adwiya del metge cristià Māsarĝawai (no confondre amb el taduït per M. al-Basrĩ) té alguna importància, ja que la primera frase de la seva obra és:
En aquesta obra Firdaws al-Hikma (El paradís de la saviesa), at-Tabarí només va utilitzar uns quants termes mèdics perses, especialment quan mencionava malalties específiques, però un gran nombre de drogues i herbes medicinals són mencionades amb els seus noms perses, que també han entrat en el llenguatge mèdic de la medicina islàmica. De la mateixa manera que at-Tabarí, Rhazes estranyament usava termes perses, i només es referia a dues paraules perses: Kunnaix fārissí i Al-filaha al-farisiyya.
Avicenna va establir regles per provar l'eficàcia dels fàrmacs, incloent-hi que l'efecte produït pel fàrmac experimental s'hauria de veure constantment o després de moltes repeticions, per ser comptat. i es recomana utilitzar el control per a la investigació clínica. La seva obra Al-qanun fi al-tibb (Cànon de la Medicina) sol ser considerada com una de les més importants de la història de la medicina, ja que va constituir la referència per antonomàsia a tot Europa fins a l'arribada de la Il·lustració

### Literatura mèdica índia
Els treballs científics indis, per exemple en astronomia van ser traduïts per Yaqub ibn Tàriq i Muhàmmad ibn Ibrahim al-Fazarí en els temps del califa al-Mansur. Sota Harun ar-Raixid, es van realitzar les primeres traduccions de treballs indis sobre medicina i farmacologia. En un capítol de La medicina índia, Ibn an-Nadim menciona els noms de tres traductors: Mankah, Ibn Dahn i Abd-Al·lah ibn Alí. Yuhanna ibn Masawaiyh cita un llibre de text indi en el seu tractat d'oftalmologia.
At-Tabarí dedica els últims 36 capítols del seu Firdaws al-Hikma a descriure la medicina índia, citant Sushruta, Charaka, i l'Ashtanga Hridaya (Sanskrit: अष्टांग हृदय, (IAST); "The eightfold Heart"), un dels llibres ayurvèdics més importants, traduït entre el 773 i el 808 per Ibn Dhan. Rhazes va citar, a Al-Hawi i a Al-Kitab al-Mansurí, tant Sushruta com Charaka a més d'altres autors desconeguts per ell, els treballs dels quals ell cita com «min kitab al-Hind», «d'un llibre indi.»
Meyerhof suggereix que la medicina índia, igual que la persa, tenen molta influència de la matèria mèdica aràbiga, perquè hi ha referències freqüents als noms indis de les herbes medicinals i les drogues, que eren desconegudes a la tradició mèdica grega. Mentre els metges siris transmetien el coneixement mèdic dels antics grecs, més que els metges perses,probablement de l'acadèmia de Gondishapur, van ser els primers intermediaris entre la medicina índia i aràbiga.
En el segle xii, al-Biruní, autor d'una història de l'Índia (Kitab Tarikh al-Hind), va escriure en el seu Kitab as-Ṣaidana (Llibre de farmacologia):